# Philip Warren Anderson
Philip Warren Anderson (Indianápolis, 13 de dezembro de 1923 – Princeton, 29 de março de 2020) foi um físico estadunidense.
Recebeu o Nobel de Física de 1977, por estudos teóricos fundamentais das estruturas eletrónicas magnéticas e de sistemas desordenados. Foi um dos que assinaram uma petição para o presidente Barack Obama em 2015 para que o Governo Federal dos Estados Unidos fizesse um pacto de desarmamento nuclear e de não-agressão.
Morreu no dia 29 de março de 2020, aos 96 anos.

## Carreira e pesquisa
De 1949 a 1984, Anderson foi contratado pela Bell Laboratories em Nova Jérsia,onde trabalhou em uma ampla variedade de problemas em física da matéria condensada. Durante esse período, ele desenvolveu o que agora é chamado de localização de Anderson (a ideia de que estados estendidos podem ser localizados pela presença de desordem em um sistema) e o teorema de Anderson (a respeito do espalhamento de impurezas em supercondutores); inventou o Anderson Hamiltoniano, que descreve a interação local dos elétrons em um metal de transição; quebra de simetria proposta dentro da física de partículas (isso desempenhou um papel no desenvolvimento do Modelo Padrão e o desenvolvimento da teoria por trás do mecanismo de Higgs, que por sua vez gera massa em algumas partículas elementares ); criou a abordagem pseudos pin para a teoria BCS de supercondutividade; fez estudos seminais de não emparelhamento de ondas S (quebra de simetria e mecanismo microscópico) na superfluidez de He3 e ajudou a encontrar a área de vidros de spin. Foi eleito membro da Academia de Artes e Ciências dos Estados Unidos em 1963.
De 1967 a 1975, Anderson foi professor de física teórica na Universidade de Cambridge. Em 1977, Anderson recebeu o Prêmio Nobel de Física por suas investigações sobre a estrutura eletrônica de sistemas magnéticos e desordenados, o que permitiu o desenvolvimento de dispositivos eletrônicos de comutação e memória em computadores. Os co-pesquisadores Sir Nevill Francis Mott e John van Vleck dividiram o prêmio com ele. Em 1982, ele foi premiado com a Medalha Nacional de Ciência. Ele se aposentou do Bell Labs em 1984 e foi Joseph Henry Professor Emérito de Física na Universidade de Princeton.
Os escritos de Anderson incluíram Concepts in Solids, Basic Notions of Condensed Matter Physics and The Theory of Superconductivity in the High-Tc Cuprates. Anderson fez parte do conselho consultivo da Scientists and Engineers for America, uma organização voltada para a promoção da ciência sólida no governo americano.
Em resposta à descoberta de supercondutores de alta temperatura na década de 1980, Anderson propôs a teoria da ligação de valência ressonante (RVB) para explicar o fenômeno. Enquanto muitos não acharam a ideia convincente, a teoria RVB provou ser instrumental no estudo de líquidos de spin.
Anderson também fez contribuições conceituais para a filosofia da ciência por meio de sua explicação de fenômenos emergentes, que se tornaram uma inspiração para a ciência de sistemas complexos. Em 1972, ele escreveu um artigo intitulado "Mais é diferente", no qual enfatizava as limitações do reducionismo e a existência de níveis hierárquicos de ciência, cada um dos quais requerendo seus próprios princípios fundamentais para o avanço.
Em 1984, ele participou dos workshops de fundação do Santa Fe Institute, um instituto de pesquisa multidisciplinar dedicado à ciência de sistemas complexos. Anderson também co-presidiu a conferência de economia de 1987 do instituto com Kenneth Arrow e W. Brian Arthur, e participou de seu workshop de 2007 sobre modelos de comportamento emergente em sistemas complexos.
Uma análise estatística de 2006 de artigos de pesquisa científica de José Soler, comparando o número de referências em um artigo ao número de citações, declarou Anderson como o "mais criativo" entre os dez físicos mais citados no mundo.

## Publicações selecionadas
- P.W. Anderson, "Absence of Diffusion in Certain Random Lattices", Phys. Rev. 109, 1492 (1958).
- P.W. Anderson, P. W., Halperin, B. I., Varma, C. M.,  "Anomalous low-temperature thermal properties of glasses and spin glasses," Philosophical Magazine, 25, 1 (1972).
- P.W. Anderson, "More is Different", Science 177, 393 (1972).
- P.W. Anderson, "The resonating valence bond state in La2CuO4 and superconductivity", Science 235, 1196 (1987).